# 归尔甫派和吉伯林派
归尔甫派和吉伯林派（義大利語：Guelfi e Ghibellini，發音：[ˈɡwɛlfi e ɡibelˈliːni, -fj e -]）又称教宗派与皇帝派，是指位于中世纪意大利中部和北部分别支持教宗和神圣罗马帝国的派别。
12和13世纪双方的分裂在意大利城邦历史上对其邦内政策起到重要影响。教宗与神圣罗马帝国的权力斗争开始于1075年的叙任权斗争，止于1122年的沃尔姆斯宗教协定。不过，归尔甫派和吉伯林派之间的分别在意大利一直持续到15世纪。
所谓“归尔甫”（Guelph）即是韦尔夫（Welf）的意大利式称呼；而“吉伯林”（Ghibelline）则是魏布林根（Waiblingen）的意大利式称呼，魏布林根当时是施瓦本公爵霍亨施陶芬家族的康拉德三世的城堡。
当时霍亨施陶芬王朝的腓特烈一世试图增强他在意大利北部的帝权，而这影响到了教宗亚历山大三世的利益，作为霍亨施陶芬家族敌对的韦尔夫家族，站在教宗一边，对抗神圣罗马帝国皇帝，因此教宗一派称作“归尔甫派”（韦尔夫派），而皇帝一方称作“吉伯林派”（魏布林根派）。